# Maternity Blues
Maternity Blues è un film del 2011 diretto da Fabrizio Cattani.
Il film, tratto dal dramma teatrale From Medea di Grazia Verasani (Sironi editore, 2004), con protagonista Andrea Osvárt, è stato distribuito in Italia il 27 aprile 2012, dopo essere stato presentato in anteprima alla 68ª Mostra internazionale d'arte cinematografica di Venezia, dove il regista ha ricevuto una menzione speciale in occasione del Premio Lina Mangiacapre.

## Trama
Quattro donne diverse tra loro, ma legate da una colpa comune: l'infanticidio. All'interno di un ospedale psichiatrico giudiziario, trascorrono il loro tempo espiando una condanna che è soprattutto interiore: il senso di colpa per un gesto che ha vanificato le loro esistenze. Dalla convivenza forzata, che a sua volta genera la sofferenza di leggere la propria colpa in quella dell'altra, germogliano amicizie, spezzate confessioni, un conforto mai pienamente consolatorio ma che fa apparire queste donne come colpevoli innocenti. Clara, combattuta nell'accettare il perdono del marito, che si è ricostruito una vita in Toscana, sconta gli effetti di un'esistenza basata su un'apparente normalità. Eloisa, passionale e diretta, persiste ogni volta nel polemizzare con le altre, un cinismo solo di facciata. Rina, ragazza-madre, ha affogato la figlia nella vasca da bagno in una sorta di eutanasia. Vincenza, nonostante la fede religiosa sarà l'unica a compiere un atto definitivo contro se stessa. Ha ancora due figli, fuori, e per loro riempie pagine di lettere che non spedirà mai.